# Auxois (rivier)
De Auxois is een rivier in Frankrijk die door het departement Nièvre stroomt in de regio Bourgogne-Franche-Comté.
De rivier ontspringt onder de naam Ruisseau du Moulin du Bois in de gemeente Lormes, stroomt in westelijke richting 23 km langs de zuidwestelijke grens van de gemeente Ruages en mondt uit in de Yonne.